# Convent de Sant Francesc de Puigcerdà
El convent de Sant Francesc de Puigcerdà va ser creat el 1320, segons sembla per frares franciscans, que es van establir a Puigcerdà entre el 1320 i el 1333. Actualment no en queda cap mena de resta, tret d'una projecció de planta feta pels francesos el 1709. En la construcció hi van participar, financerament, amb donacions i almoines, confraries de teixidors, pelleters i paraires, i famílies benestants.
L'església va ser fundada el 1333. L'any del terratrèmol de 1428 el convent quedà força malmès i s'iniciaren tasques de reparació. Amb la reforma de l'orde els frares del convent abandonaren el lloc, al segle xvi.
Els jesuïtes el controlaren durant un breu lapse de temps i els agustins, l'any 1576, en fundaren un de nou, conservant, això sí, l'advocació a Francesc. Hi van romandre fins al 1835, quan amb la desamortització es van veure obligats a abandonar-lo. l'any següent es destruí totalment i el solar es dedicà al cultiu. Al segle xx s'urbanitzà la zona.
El fort Adrià, que fou construït afectant l'establiment conventual, fou derrocat el 1714.
Els agustins romangueren a Puigcerdà fins a l'exclaustrament.
Va ser dels més grans de Catalunya, com explica en Joan Trigall el 1603: 
| «                                    | El templo de este monasterio es grande y altísimo, con arcos de inmensa grandeza. […] Que después, por ser demasiado grande y para ahorrar gastos, lo redujesen com está ahora. Cierto que si esto es verdad excedía a todos los de Cataluña en grandeza, y aún del modo que está hoy día, creo que iguala o compite con los más grandes [...] | » |
| — Joan Trigall, Cerdaña y Puigcerdá. | |   |

## Arquitectura
A partir de la projecció del 1709 de planta dels francesos, en podem deduir que seguia l'esquema habitual dels temples franciscans: era format per una sola nau, amb capelles laterals entre els contraforts interiors, i amb una cobertura de fusta de dues aigües, sostinguda per una sèrie d'arcs de diafragma apuntats. La planta, quadrada, era de 40 metres de costat, la qual cosa fa una superfície de 1.600 m². La capçalera era de forma rectangular. El claustre era situat al nord de l'església i hi estava adossat.